# Xanthe Terra
Xanthe Terra es un área grande en Marte, centrada justo al norte del ecuador marciano. Sus coordenadas son 3°N 312°E y su diámetro es de 1867,65 km. Su nombre significa "tierra amarilla dorada". Está en el cuadrángulo de Lunae Palus, el cuadrángulo de Coprates, el cuadrángulo de Margaritifer Sinus y el cuadrángulo de Oxia Palus.
Algunas de las principales características de Xanthe Terra son: Ravi Vallis, Aromatum Chaos, Ophir Chasma, Ganges Chasma, Nanedi Valleys, Shalbatana Vallis, cráter de Orson Welles, cráter de Mutch y cráter de Da Vinci.
Las imágenes de Mars Express, Mars Global Surveyor y Mars Reconnaissance Orbiter han revelado antiguos valles y deltas de ríos. Los deltas muestran muchas capas delgadas como los deltas en la Tierra. Los científicos especulan que las características en Xanthe Terra muestran evidencia de precipitación en el Marte primitivo.

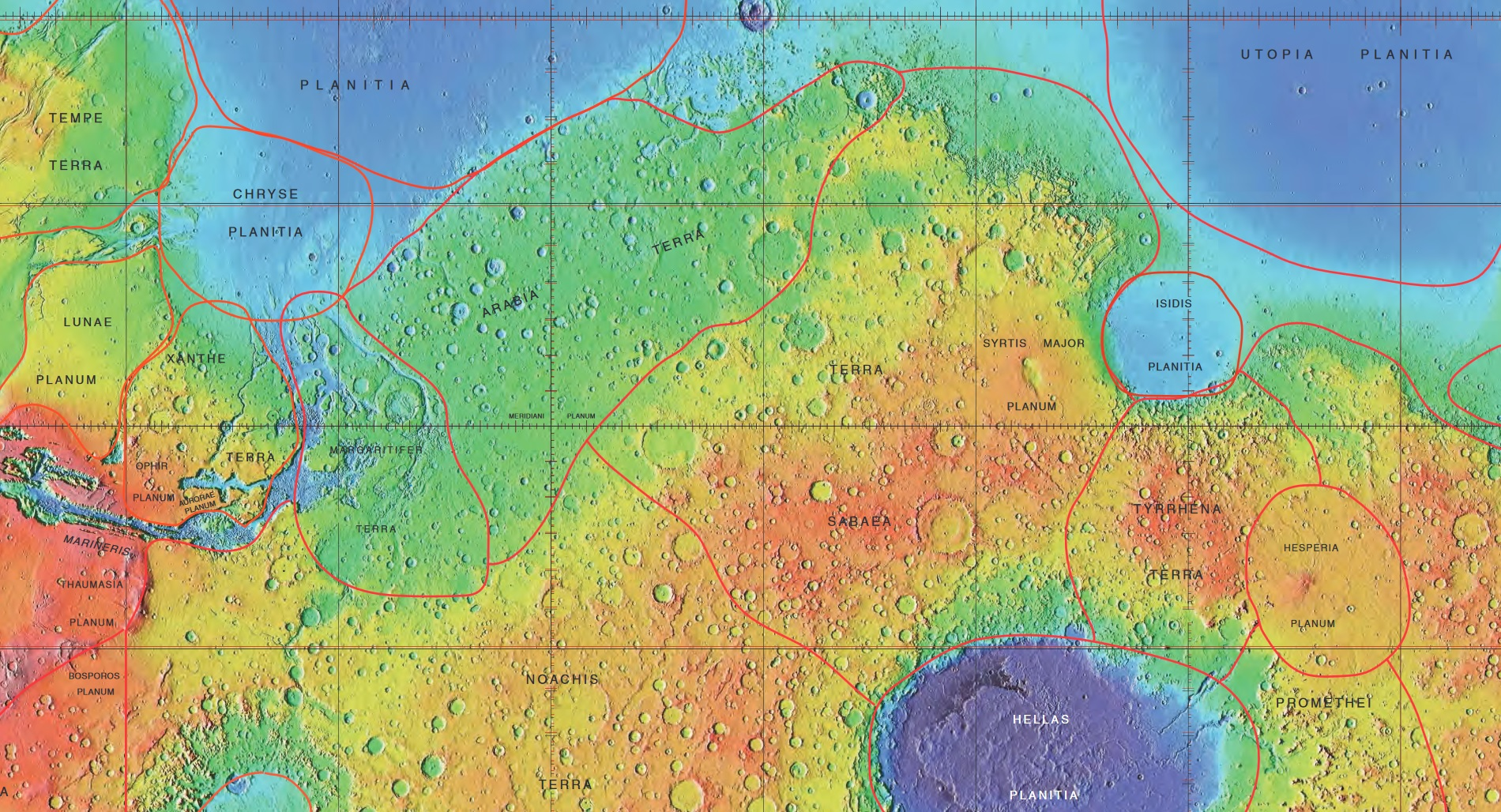
Mapa de MOLA que muestra los límites de Xanthe Terra y otras regiones
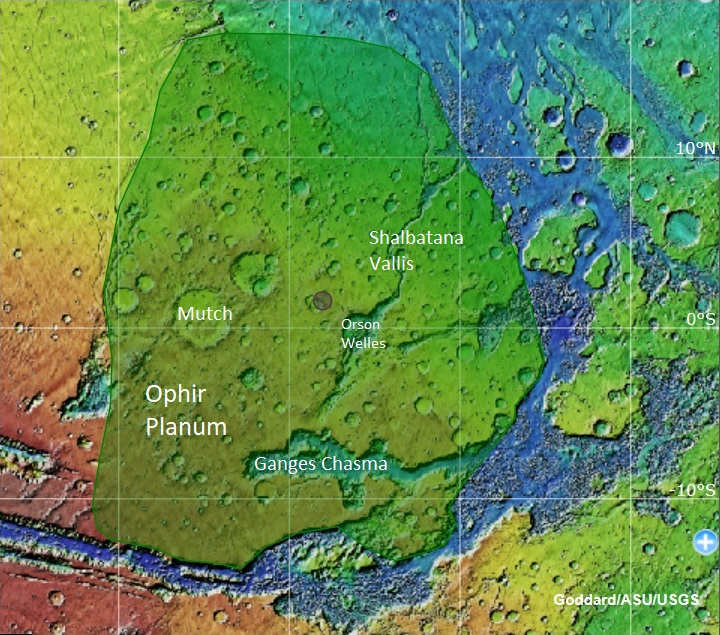
Mapa de Xanthe Terra con las principales características etiquetadas
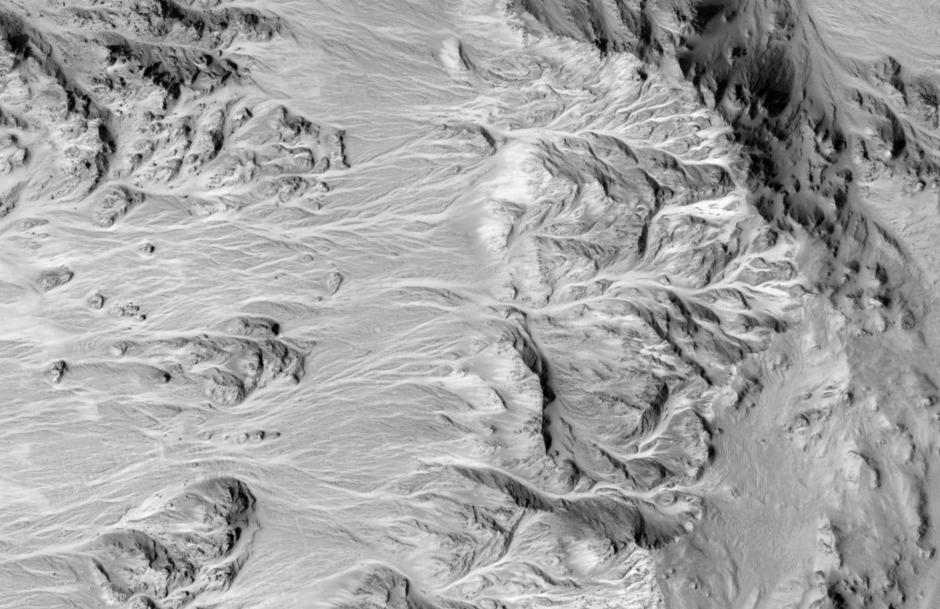
Abanicos aluviales en el cráter Mojave, vistos por HiRISE. El terreno alto está a la derecha. La red ramificada de canales se extiende desde un terreno más alto (borde del cráter) hasta un terreno más bajo.